# Onthophagus privus
Onthophagus privus là một loài bọ cánh cứng trong họ Bọ hung (Scarabaeidae).